# 郑州都市圈环线高速公路
郑州都市圈环线高速公路，中国国家高速公路网编号为G9905，起点位于荥阳市，途径中牟县、尉氏县、新郑市、新密市，终点回到荥阳市。

## 路段
北段与 连霍高速共线，东段与 京武高速共线，南段为 商登高速的尉氏至新密段，以上三段目前均已通车，西段为建设中的焦平高速。